# Von-Klitzing-Konstante
Die Von-Klitzing-Konstante, auch Klitzing-Konstante {\displaystyle R_{\mathrm {K} }} ist eine physikalische Konstante der Dimension Widerstand. Als Quant des Quanten-Hall-Effekts ist sie nach dessen Entdecker Klaus von Klitzing benannt.
Die Von-Klitzing-Konstante hängt mit der Planck-Konstante {\displaystyle h} und der Elementarladung {\displaystyle e} wie folgt zusammen:
{\displaystyle R_{\text{K}}={\frac {h}{e^{2}}}}.
Ihr Wert beträgt:
{\displaystyle R_{\mathrm {K} }={\frac {6{,}626\,070\,15\cdot 10^{-34}\mathrm {J\cdot s} }{(1{,}602\,176\,634\cdot 10^{-19}\mathrm {C} )^{2}}}=25\,812{,}807\,459\,30\ldots \ \Omega .}
Er ist exakt bekannt, weil e und h seit 2019 zur Definition der SI-Einheiten dienen und ihnen dafür ein fester Wert zugewiesen wurde.

## Alter Wert
Vor der Revision des SI im Jahr 2018 (gültig ab 20. Mai 2019) musste {\displaystyle R_{\text{K}}} experimentell bestimmt werden. Der Wert betrug:
{\displaystyle R_{\text{K}}=25\,812{,}807\,455\,5(59)\;\Omega .}
Dabei geben die eingeklammerten Ziffern die Unsicherheit in den letzten Stellen des Wertes an.
Da die Von-Klitzing-Konstante relativ einfach gemessen werden kann, wurde sie als Referenz für Messungen des elektrischen Widerstands verwendet. Dazu wurde 1990 das konventionelle Ohm {\displaystyle \Omega _{90}} so definiert, dass:
{\displaystyle R_{\text{K}}=25\,812{,}807\;\Omega _{90}}.
Mit der Neudefinition der SI-Einheiten wurde das konventionelle Ohm obsolet.